# هاچینسون (مینه‌سوتا)
هاچینسون (به انگلیسی: Hutchinson) شهری در شهرستان مک‌لود ایالت مینه‌سوتا در کشور ایالات متحده آمریکا است که جمعیت آن در سرشماری سال ۲۰۱۰ میلادی، ۱۴۱۷۸ نفر بوده‌است.